# Kodala
Kodala è una città dell'India di 12.341 abitanti, situata nel distretto di Ganjam, nello stato federato dell'Orissa. In base al numero di abitanti la città rientra nella classe IV (da 10.000 a 19.999 persone).

## Geografia fisica
La città è situata a 19° 37' 60 N e 84° 57' 0 E e ha un'altitudine di 15 m s.l.m..

## Società

### Evoluzione demografica
Al censimento del 2001 la popolazione di Kodala assommava a 12.341 persone, delle quali 6.156 maschi e 6.185 femmine. I bambini di età inferiore o uguale ai sei anni assommavano a 1.863, dei quali 951 maschi e 912 femmine. Infine, coloro che erano in grado di saper almeno leggere e scrivere erano 6.688, dei quali 4.075 maschi e 2.613 femmine.